# بازیکن سال سری آ
بازیکن سال سری آ (به ایتالیایی: Migliore calciatore assoluto) جایزهٔ سالانهٔ سازمان یافته توسط انجمن فوتبال ایتالیا (AIC) به بازیکن فوتبالی که بهترین عملکرد را نسبت به فصل گذشته داشته باشد٬ اهدا می‌شود.

## برندگان
| سال  | بازیکن                  | باشگاه            |
| ---- | ----------------------- | ----------------- |
| ۱۹۹۷ | زین‌الدین زیدان          | یوونتوس           |
| ۱۹۹۸ | رونالدو                 | اینتر میلان       |
| ۱۹۹۹ | کریستین ویری            | لاتزیو            |
| ۲۰۰۰ | فرانچسکو توتی           | آ. اس. رم         |
| ۲۰۰۱ | زین‌الدین زیدان          | یوونتوس           |
| ۲۰۰۲ | دیوید ترزگه             | یوونتوس           |
| ۲۰۰۳ | پاول ندود فرانچسکو توتی | یوونتوس آ. اس. رم |
| ۲۰۰۴ | ریکاردو کاکا            | آ.ث. میلان        |
| ۲۰۰۵ | آلبرتو جیلاردینو        | پارما             |
| ۲۰۰۶ | فابیو کاناوارو          | یوونتوس           |
| ۲۰۰۷ | ریکاردو کاکا            | آ.ث. میلان        |
| ۲۰۰۸ | زلاتان ابراهیموویچ      | اینتر میلان       |
| ۲۰۰۹ | زلاتان ابراهیموویچ      | اینتر میلان       |
| ۲۰۱۰ | دیگو میلیتو             | اینتر میلان       |
| ۲۰۱۱ | زلاتان ابراهیموویچ      | آ.ث. میلان        |
| ۲۰۱۲ | آندره‌آ پیرلو            | یوونتوس           |
| ۲۰۱۳ | آندره‌آ پیرلو            | یوونتوس           |
| ۲۰۱۴ | آندره‌آ پیرلو            | یوونتوس           |
| ۲۰۱۵ | کارلوس توز              | یوونتوس           |
| ۲۰۱۶ | لئوناردو بونوچی         | یوونتوس           |
| ۲۰۱۷ | جانلوئیجی بوفون         | یوونتوس           |
| ۲۰۱۸ | مائورو ایکاردی          | اینتر میلان       |
| ۲۰۱۹ | پائولو دیبالا           | یوونتوس           |
| ۲۰۲۰ | کریستیانو رونالدو       | یوونتوس           |
| ۲۰۲۱ | روملو لوکاکو            | اینتر میلان       |

### باشگاهی
| باشگاه      | بازیکنان | مجموع |
| ----------- | -------- | ----- |
| یوونتوس     | ۱۰       | ۱۴    |
| اینتر میلان | ۴        | ۵     |
| آ.ث. میلان  | ۲        | ۳     |
| آ. اس. رم   | ۱        | ۲     |
| لاتزیو      | ۱        | ۱     |
| پارما       | ۱        | ۱     |
| سمپدوریا    | ۱        | ۱     |

### کشوری
| کشور      | بازیکنان | مجموع |
| --------- | -------- | ----- |
| ایتالیا   | ۸        | ۱۱    |
| برزیل     | ۲        | ۳     |
| فرانسه    | ۲        | ۲     |
| آرژانتین  | ۴        | ۴     |
| سوئد      | ۱        | ۳     |
| جمهوری چک | ۱        | ۱     |

### پست بازی
| پست       | بازیکنان | مجموع |
| --------- | -------- | ----- |
| مهاجم     | ۱۱       | ۱۳    |
| هافبک     | ۴        | ۷     |
| مدافع     | ۲        | ۲     |
| دروازه‌بان | ۱        | ۱     |